# ライモンツ・クロリス
ライモンツ・クロリス（Raimonds Krollis、2001年10月28日 - ）は、ラトビア・リガ出身のサッカー選手。スペツィア・カルチョ所属。ポジションはFW。ラトビア代表。

## クラブ経歴
FKメッタを経て2021年の夏にヴァルミエラFCへ移籍した。2022シーズンにはヴィルスリーガで24ゴールを挙げてクラブのリーグ優勝に貢献し、シーズンの最優秀若手選手賞を受賞した。
2023年1月20日、セリエAのスペツィア・カルチョに移籍し、3年半契約を結んだ。

## 代表経歴
2020年9月6日、マルタ代表との親善試合でラトビア代表デビューを果たした。

## タイトル

### クラブ
ヴァルミエラFC
- ヴィルスリーガ : 1回 (2022)

### 個人
- ヴィルスリーガ得点王 : 1回 (2022)